# لويس دالي إرفينغ أوستين
لويس دالي إرفينغ أوستين (بالإنجليزية: Louis Daly Irving Austin)‏ هو موزع نيوزيلندي، ولد في 20 فبراير 1877، وتوفي في 7 أبريل 1967.